# Alchemilla subcrenatiformis
Alchemilla subcrenatiformis é uma espécie de rosácea do gênero Alchemilla, pertencente à família Rosaceae.